# Rick Barnes
Richard Dale Barnes, detto Rick (Hickory, 17 luglio 1954), è un allenatore di pallacanestro statunitense.

## Carriera
Dal 1998 al 2015 è stato capo allenatore dei Longhorns della Università del Texas a Austin. In precedenza ha allenato alla Clemson University, al Providence College e alla George Mason University. Ha preso parte a 20 edizioni del Campionato di pallacanestro NCAA Division I, e nell'edizione 2003 ha raggiunto la Final Four con i Texas Longhorns, venendo eliminato in semifinale dai futuri campioni di Syracuse University. Dalla stagione 2015-16 allena i Tennessee Volunteers.

## Palmarès
- John R. Wooden Award (2009)
- Henry Iba Award (2019)